# Asianthrips longior
Asianthrips longior (лат.) — вид трипсов рода Asianthrips из семейства Phlaeothripidae (Thysanoptera).

## Распространение
Встречаются в Юго-Восточной Азии: Сабах (Малайзия).

## Описание
Мелкие коричневые насекомые (длина около 1—2 мм) с четырьмя бахромчатыми крыльями. От близких видов отличаются следующими признаками: максиллярные стилеты длинные, втянуты до глаз; IV-й членик усиков с серией из 18–19 коротких и толстых щетинок на вентральной поверхности, сегменты V и VI с 11–13 и 6–8 такими же щетинками соответственно; сетчатость отчетливая между глазами. Все бёдра темно-коричневые; передние голени желтоватые, с бледно-коричневым оттенком, средние и задние голени коричневые с желтоватыми основаниями и вершинами; лапки жёлтые. Мезопрестернум и мезоэустернум узко сросшиеся, с длинными швами между ними с обеих сторон; голова почти равна ширине или длиннее. III-й членик усиков желтоватый, светлее IV-го членика. III-V тергиты брюшка шире переднеспинки. Максиллярные стилеты длинные. III членик усиков с тремя чувствительными конусами. Усики 8-члениковые, VIII членик сросшийся с VII члеником; сегмент III асимметричный; колокольчатые сенсиллы на II членике расположены вблизи вершины. Заднегрудной стерноплевральный шов отсутствует; мезопрестернум медиально сросся с мезоэустернумом, между этими пластинками с обеих сторон имеются швы. Брюшные тергиты II—VII с двумя парами удерживающих крыло щетинок.

## Классификация
Вид был впервые описан в 2022 году японскими энтомологами Shuji Okajima и Masami Masumoto (Laboratory of Entomology, Tokyo University of Agriculture, Ацуги, Канагава, Япония). Близок к видам Asianthrips dasycornis и Asianthrips taiwanus.